# Соломія
Соломі́я, або Саломе́я (Саломія) — жіноче особове ім'я. Походить від шалом (івр. שָׁלוֹם, shalom, «мир»). Поширене у країнах, де панують аврамічні релігії: в Європі, Близькому Сході, Америці. Чоловіча форма — Соломон. Інші форми — Соло́ха.

## Відомі носійки імені
- Соломія-повитуха – за апокрифами, повитуха Ісуса Христа.
- Соломія – мироносиця, мати Апостолів Івана та Якова.
- Саломія (Саломея) — донька Іродіади що домоглася смерті Іоана Хрестителя, царівна Юдеї, Халкіди і Малої Вірменії.
- Саломея-Єфросинія Романівна — руська князівна, княгиня східнопоморська з дому Романовичів.
- Соломія з Берґу — княгиня Польщі.
- Соломія Вишневецька — українська аристократка, черниця Речі Посполитої.
- Соломія Донець (Солоха Донцівна) — учасниця Визвольної війни Хмельницького. Учасниця Битви під Пилявцями та Битви під Заславом.
- Соломія Словацька — аристократка, авторка листів.
- Соломія Цьорох — українська монахиня василіянка, педагог, доктор філософії, авторка монографії «Погляд на історію і виховну діяльність монахинь василіянок».
- Соломія Крушельницька — українська оперна співачка та педагог. За життя визнавана найвидатнішою співачкою світу.
- Соломія Гельфер — російська архітекторка польського походження.
- Соломія Мельничук — українська новаторка сільського господарства.
- Соломія Павличко — українська письменниця, літературознавиця, перекладачка, публіцистка, видавниця, історик фемінізму. Засновниця та керівниця видавництва Основи.
- Соломія Зеленська — сучасна українська письменниця, прозаїкиня.
- Соломія Вітвіцька — українська телеведуча, журналістка.
- Соломія Івахів — українська скрипалька та музична педагог.
- Соломія Федушко — українська науковиця.
- Соломія Бобровська — українська громадська та політична діячка.
- Соломія Мельник — українська театральна акторка.
- Соломія Мардарович — українська поетеса, акторка театру, журналістка, волонтерка.
- Соломія Опришко — українська співачка, авторка пісень та музикантка, відома під псевдонімом Klavdia Petrivna.
- Соломія Винник — українська борчиня вільного стилю.
- Соломія Лук'янець — українська співачка.
- Соломія Чубай — українська співачка, музикантка.
- Соломія Братейко — українська настільна тенісистка.

## Інше
- Соломія (село) — село в Гайворонській громаді Голованівського району Кіровоградської області України.
- Соломі́ївка — село в Дубровицькій міській громаді Сарненського району Рівненської області України.
- Саломея (п'єса)
- Соло для Соломії — роман українського письменника Володимира Лиса 2013 року